# 概複素構造
数学における多様体の概複素構造（がいふくそこうぞう、almost complex structure）は、多様体の各点での接ベクトル空間が（滑らかな）複素構造を持つことを言う。1つの多様体に対して複数の概複素構造が入る場合がある。また、複素解析的多様体は必ず概複素構造をもつ一方で、概複素構造を持ちながら複素解析的多様体とならないものが存在する。概複素多様体はシンプレクティック幾何学に重要な応用を持つ。
この概念は、1940年代のチャールズ・エーレスマン(Charles Ehresmann)とハインツ・ホップ(Heinz Hopf)による。

## 定義
滑らかな多様体 M に対し、接バンドル TM 上の自己同型写像 J: TM → TM で
{\displaystyle J^{2}=-\mathrm {id} _{TM{}}}
を満たすものを、多様体 M の概複素構造(almost complex structure)という。ここで、idTM は TM 上の恒等写像を表す。概複素構造を持つ多様体を概複素多様体と言う。言い換えると、ランクが (1, 1) であり、接空間の上でベクトルバンドル同型 J : TM → TM と見なすことができ、J2 = −1 を満たす滑らかなテンソル場 J のことである。
M が概複素構造を持つと、必然的に M の次元は偶数である。このことは次のように理解できる。M を n-次元とし、J : TM → TM を概複素構造とする。J2 = −1 であれば、det(J)2 = (−1)n である。しかし、M が実多様体であれば、det(J) は実数であるので、M が概複素構造を持っていても n は偶数であるはずである。これは向き付け可能であることと同じである。
簡単な線型代数の演習として、任意の偶数次元のベクトル空間には線型複素構造が入ることを示すことができる。従って、偶数次元の多様体はいつも (1, 1) ランクのテンソルを各点ごとに持っていて、各々の点で Jp2 = −1 を満たす。この局所テンソルを互いに貼り合わせて大域的に定義することができるときだけ、各点ごとに定義された線型複素構造は概複素構造を与える。これらの貼り合わせ可能性は、それはM 上に概複素構造が存在する可能性でもあるが、接バンドルに GL(2n, R) から GL(n, C) へ構造群の退化が起きる場合と同値である。従って、（概複素構造の）存在問題は、純粋に代数トポロジーの問題として良く理解されている。

## シンプレクティック多様体上の概複素構造
(M, ω) をシンプレクティック多様体とする。このとき、次の条件を満たす概複素構造 J: TM → TM と M のリーマン計量 g が存在する：
- {\displaystyle g_{x}(X,Y)=\omega _{x}(X,JY),\quad X,Y\in T_{x}M,}
- {\displaystyle g_{x}(JX,JY)=g_{x}(X,Y),\quad X,Y\in T_{x}M.}

このとき、J と g をそれぞれシンプレクティック形式 ω と両立する概複素構造、計量という。ただし、ω と両立する概複素構造は一意には決まらない。
いま、ω と両立する概複素構造全体のなす集合を J(M, ω) と表すことにする。集合 J(M, ω) は空集合ではなく、可縮である。すなわち、J(M, ω) 内の連続曲線は
1点に連続変形可能である。これより、第一チャーン類 c1(TM, J) ∈ H2(M, Z) が概複素構造 J ∈ J(M, ω) の取り方によらず定まる。ここで、H2(M, Z) は M の整数係数の2次のホモロジー類(homology class)を表す。

## 例
すべての整数 n に対して、平坦空間 R2n は概複素構造を持つ。そのような概複素構造の例は (1 ≤ i, j ≤ 2n) の範囲で、奇数の i に対して {\displaystyle J_{ij}=-\delta _{i,j-1}}、偶数の i に対して {\displaystyle J_{ij}=\delta _{i,j+1}} が例である。
球面で概複素構造を持つことのできる場合は S2 と S6 だけである。S2 の場合は、概複素構造はリーマン面の上のリーマン面に付帯する(honest)複素構造から作られる。6-球面(sphere) S6 は、単位ノルムを持つ虚数八元数の集合として考えると、八元数の積から導出される概複素構造を持つ。特に、S4 は概複素構造を持つことができない（エーレスマンとホップ(Eresmann and Hopf)）。

## 概複素構造の微分トポロジー
ベクトル空間 V 上の複素構造より VC が V+ と V−（ +i と -i に対応するそれぞれの J の固有値）へ分解するように、M 上の概複素構造により、複素化された接バンドル TMC（各々の点での複素化された接空間のベクトルバンドル） は TM+ と TM− へと分解する。TM+ の切断はタイプ (1, 0) のベクトル場と呼ばれ、一方、TM− はタイプ (0, 1) のベクトル場と呼ばれる。このように J は 複素化された接バンドルの (1, 0)-ベクトル場上の i と (0, 1)-ベクトル場上の -i を掛けることに対応する。
余接バンドル上の外積代数から微分形式を作ったように、複素化された余接バンドルの外積代数を作ることができる（複素化された接バンドルの双対空間のバンドルに標準的に同型である）。概複素構造より r-形式のそれぞれの空間の分解を次の式のように導くことができる。
{\displaystyle \Omega ^{r}(M)^{\mathbf {C} }=\bigoplus _{p+q=r}\Omega ^{(p,q)}(M).}
言い換えると、各々の Ωr(M)C は、各々の r = p + q に対し Ω(p, q)(M) への分解する。
任意の直和に対し、Ωr(M)C から Ω(p,q) への標準的な射影が存在する。また、Ωr(M)C を Ωr+1(M)C もあり、外微分と呼ばれる。このように、概複素構造を使い、不定な形の外微分の作用を精密化することもできるかもしれない。
{\displaystyle \partial =\pi _{p+1,q}\circ d}
{\displaystyle {\overline {\partial }}=\pi _{p,q+1}\circ d}
この場合には、{\displaystyle \partial } がタイプの中の正則部分を一つ増やして、タイプ (p, q) からタイプ (p+1, q) となり、 {\displaystyle {\overline {\partial }}} が反正則部分のタイプを一つ増やすような写像となる。これらの作用素はドルボー作用素と呼ばれる。
すべての射影の和は、恒等写像であるはずであるから、外積の微分は次のように書かれることに注意する。
{\displaystyle d=\sum _{r+s=p+q+1}\pi _{r,s}\circ d=\partial +{\overline {\partial }}+\dotsb .}

## 可積分概複素構造
複素多様体はすべて概複素多様体である。局所正則座標 {\displaystyle z^{\mu }=x^{\mu }+iy^{\mu }} において、次の写像を定義できるからである。
{\displaystyle J{\frac {\partial }{\partial x^{\mu }}}={\frac {\partial }{\partial y^{\mu }}}\qquad J{\frac {\partial }{\partial y^{\mu }}}=-{\frac {\partial }{\partial x^{\mu }}}}
(ここで π/2 は反時計まわりの回転とする) あるいは、
{\displaystyle J{\frac {\partial }{\partial z^{\mu }}}=i{\frac {\partial }{\partial z^{\mu }}}\qquad J{\frac {\partial }{\partial {\bar {z}}^{\mu }}}=-i{\frac {\partial }{\partial {\bar {z}}^{\mu }}}.}
この写像が概複素構造を定義することは容易にチェックできる。このように、多様体上の任意の複素構造は概複素構造を定義し、この概複素構造を複素構造によって「引き起こされた」といい、複素構造を概複素構造と「整合性を持っている」と言う。
逆の質問になるが、概複素構造が複素構造の存在を意味するかどうかは、全く自明なことではなく、一般には正しくない。任意の概複素構造の上で、概複素構造が上記の標準形式を任意の与えられた点 p でもつような座標を見つけることができる。しかし一般には、J が p の完全な近傍で標準形式をとるような座標を見出すことが不可能である。そのような座標は、もし存在するとしたら、「J の局所正則座標」と呼ぶ。M がすべての点で J の局所正則座標を持つようであれば、これらを貼り合わせて M に複素構造を与え、さらに J を引き起こすような正則貼り合わせ写像を形成する。よって J は可積分(integrable)という。J が複素構造によって引き起こされたのであれば、唯一の複素構造によってのみ J が引き起こされる。
M の各々の接空間上に任意の線型写像 A が与えられると、つまり、A はランク (1, 1) のテンソル場であるとすると、ナイエンハンステンソル(Nijenhuis tensor)はランク (1,2) のテンソル場で、次の式で与えられる。
{\displaystyle N_{A}(X,Y)=-A^{2}[X,Y]+A([AX,Y]+[X,AY])-[AX,AY].}
右辺の個別の表現は、滑らかなベクトル場 X と Y の選択に依存しているが、左辺は実際、X と Y の点の値にのみ依存している。これが NA がテンソルである理由である。このことは次の成分公式からも明らかである。
{\displaystyle -(N_{A})_{ij}^{k}=A_{i}^{m}\partial _{m}A_{j}^{k}-A_{j}^{m}\partial _{m}A_{i}^{k}-A_{m}^{k}(\partial _{i}A_{j}^{m}-\partial _{j}A_{i}^{m}).}
ベクトル場のリー括弧を一般化したフローリッヒ・ナイエンハンスの括弧(Frölicher–Nijenhuis bracket)の項で、ナイエンハンステンソル NA はちょうど [A, A] の半分である。
ニューランダー・ニレンベルグの定理(Newlander–Nirenberg theorem)は、概複素構造 J が可積分であることと、NJ = 0 であることは同値であることを言っている。上で議論したように、整合性のある複素構造は一意である。可積分な概複素構造の存在と、複素構造の存在は同値であるので、これは複素構造の定義に使われるときもある。
ナイエンハウステンソルがゼロになること、従ってこれと同値ないくつかの他の基準も存在していて、概複素構造の可積分性をチェックする方法が確立している（実際、これらのそれぞれは文献の中にあります）。
- 2つの (1, 0)-ベクトル場のリーの括弧は、再び、タイプ (1, 0) である
- {\displaystyle d=\partial +{\bar {\partial }}}
- {\displaystyle {\bar {\partial }}^{2}=0}

これらの条件は、一意に整合性を持つ複素構造の存在を意味する。
概複素構造の存在は、トポロジカルな問題であり、上記の議論したように比較的答えやすい。一方、可積分な概複素構造の存在は、非常に難しい解析的な問題である。例えば、S6 は概複素構造をもつことが知られているが、しかしいまだに、可積分な概複素構造を持つか否かは知られていない。滑らかであることは重要である。実解析的な J に対し、ニューレンダー・ニレンベルグの定理はフロベニウスの定理(Frobenius theorem)から従う。C∞ (で、少なくとも滑らかな） J が解析では要求される（テクニカルなより難しい要求としては、正規性仮説により弱めることができる）。

## 整合性を持つ三つ組
M はシンプレクティック形式 ω を持ち、リーマン計量 g を持ち、概複素構造 J を持っているとする。ω と g 非退化であるから、それぞれはバンドル同型 TM → T*M を引き起こし、第一の写像を φω と書くと、内積 φω(u) = iuω = ω(u, •) により与えられる。他方、φg と書き、ｇ の類似した作用素により与えられる。このように理解すると、三つ組の構造 (g, ω, J) は、次のように他の2つによってそれぞれの構造を特定することができるときに、整合性を持つ三つ組(compatible triple)を形成すると言う。
- g (u, v) = ω (u, Jv)
- ω (u, v) = g (Ju, v)
- J (u) = (φg)−1 (φω(u)).

これらの等式のそれぞれで、対応する構成が特定されたタイプの構造をしているとき、右辺の 2つの構造は整合性を持っていると言う。例えば、ω と J が整合性を持っていることと、ω(•, J•) がリーマン計量であることは同値である。M 上の切断が ω と整合性を持っているバンドルは、可縮なファイバー(contractible fibres)を持っているといい、シンプレクティック形式の制限と整合性を持っている接ベクトル上の複素構造である。
シンプレクティック形式 ω の基本的性質を使い、整合性を持つ概複素構造 J はリーマン計量 ω(u, Jv) に対しての概ケーラー構造(almost Kähler structure)である。また J が可積分であれば、(M, ω, J) はケーラー多様体である。
これらの三つ組は、ユニタリ群の性質に関係している。

## 一般化された概複素構造
ナイジェル・ヒッチンは、多様体 M の上の一般化された概複素構造の考えを導入し、彼の学生であるマルコ・ガルティエリ(Marco Gualtieri)とギル・カヴァルカンティ(Gil Cavalcanti)の博士論文で詳述された。通常の概複素構造は、複素化された接バンドル TM の各々のファイバーの部分空間の半分の次元の選択である。一般化された概複素構造は、複素化された接バンドルと余接バンドルの直和の各々のファイバーの次元が半分の等方的(isotropic)な部分空間の選択を言う。どちらの場合も、部分バンドルとその複素共役の直和が、元のバンドルとなっていることを要求する。
概複素構造を複素構造とするには、半分の次元の空間がリー括弧の下で閉じている必要がある。一般化された概複素構造も一般化された複素構造とするためには、クーランの括弧の下で閉じている必要がある。さらに、この半分の次元の空間がどこでもゼロとならない純粋スピノルの消滅子(annihilator)であるとき、M は一般化されたカラビ・ヤウ多様体である。